# Poecilimon gracilioides
Poecilimon gracilioides is een rechtvleugelig insect uit de familie sabelsprinkhanen (Tettigoniidae). De wetenschappelijke naam van deze soort is voor het eerst geldig gepubliceerd in 1992 door Willemse & Heller.
1. ↑  (en) Poecilimon gracilioides op de IUCN Red List of Threatened Species.